# Volgatyskar

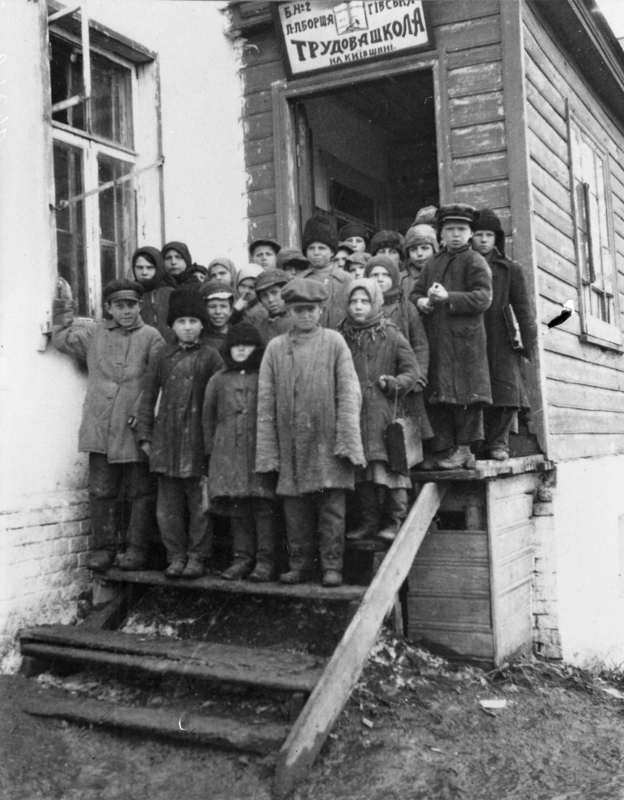
Volgatyska barn, omkring 1933.

Volgatyskar, tysktalande kring floden Volga, tidigare utgörande den största delen av rysslandstyskarna i Ryssland. Volgatyskarna härstammar från de tyska kolonister som inkallades av den ryska kejsarinnan Katarina II (själv av tysk börd) under andra hälften av 1700-talet för att bosätta sig i centrala Volgaregionen. Anledningen var att Katarina önskade en modernisering av Ryssland, vilket dessa tyskar ansågs kunna bidra till. Till en början nedslog sig de 30 000 kolonisterna i något hundratal kolonier; dessa blev med tiden långt fler. Privilegierna som volgatyskarna åtnjöt indrogs 1871, varpå många av dem emigrerade till USA.
Efter kommunisternas revolution i Ryssland (då denna stat omstöptes till Sovjetunionen) bildades av volgatyskarnas område ett autonomt område 1918; 1924 ombildat till Volgatyska ASSR, en autonom republik inom RSFSR. Av 600 000 invånare i republiken 1941 utgjorde volgatyskarna två tredjedelar av befolkningen. Huvudstad i republiken var Engels.
Under andra världskriget deporterades 450 000 volgatyskar till Sibirien, Centralasien och Kazakstan; detta eftersom de påstods utgöra ett hot mot sovjetstaten och dess språkliga fränder från Tyskland var på militär frammarsch genom Sovjetunionen. Autonomin fråntogs dem 1941, då deras autonoma republik upphävdes, och har ej senare givits dem tillbaka. Under 1990-talet emigrerade många volgatyskar till Tyskland, men Tyskland stoppade sedan den fria rätten för personer av tysk härkomst att flytta till Tyskland. Förslag om att volgatyskarna skulle få återvända till sina hembygder kring Volga har strandat på motstånd från icke-tysk lokalbefolkning som nu övertagit området.

## Kända volgatyskar
- Jana Beller (född 1990), tysk fotomodell
- Helene Fischer (född 1984), tysk sångerska
- Alfred Schnittke (1934–1998), rysk kompositör